# Восточне міське поселення
Восто́чне міське поселення (рос. Восточное городское поселение) — адміністративна одиниця у складі Омутнінського району Кіровської області Росії. Адміністративний центр поселення та єдиний населений пункт — селище міського типу Восточний.

## Історія
Станом на 2002 рік на території сучасного поселення існували такі адміністративні одиниці:
- смт Восточний (смт Восточний)

Поселення було утворене згідно із законом Кіровської області від 7 грудня 2004 року № 284-ЗО у рамках муніципальної реформи.

## Населення
Населення поселення становить 7052 особи (2017; 7117 у 2016, 7182 у 2015, 7175 у 2014, 7218 у 2013, 7253 у 2012, 7237 у 2010, 7861 у 2002).